# Gliese 86
Gliese 86 (kurz Gl 86) ist ein primärer Stern (deswegen auch als Gliese 86 A bezeichnet) eines Doppelsternsystems im Sternbild Eridanus. Er ist etwa 35 Lichtjahre von der Erde entfernt und wird von zwei Begleitern umrundet. Beim größeren und weiter entfernten Gliese 86 B handelt es sich um einen Weißen oder Braunen Zwerg, beim näheren und kleineren Gliese 86 Ab um ein substellares Objekt mit mindestens 4 Jupitermassen.